# Михаленко, Пётр Николаевич
Пётр Николаевич Михаленко (1856 — ?) — член I Государственной думы от Подольской губернии, крестьянин.

## Биография

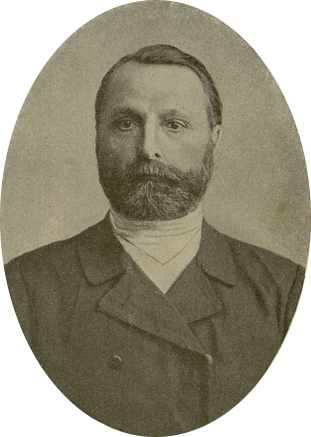

Православный, крестьянин села Руды Каменецкого уезда Подольской губернии.
Был неграмотным. Занимался земледелием.
В 1906 году был избран в I Государственную думу от общего состава выборщиков Подольского губернского избирательного собрания. Входил в Трудовую группу.
Дальнейшая судьба неизвестна.